# Polyphaga aegyptiaca
Polyphaga aegyptiaca är en kackerlacksart som först beskrevs av Carl von Linné 1758.  Polyphaga aegyptiaca ingår i släktet Polyphaga och familjen Polyphagidae. Inga underarter finns listade i Catalogue of Life.